# Kathrin Neumaier
Kathrin Neumaier (* 18. Januar 1985 in Heidenheim an der Brenz) ist eine deutsche Volleyballspielerin.

## Karriere
Neumaier begann ihre sportliche Karriere bei der TSG Schnaitheim. Von dort ging sie zum SSV Ulm 1846, wo sie zunächst in der Oberliga zum Einsatz kam. 2002 spielte die Außenangreiferin erstmals in der Bundesliga-Mannschaft der Ulmer. In dieser Saison gewann der SSV das Double aus der Meisterschaft und dem DVV-Pokal. 2005 wechselte Neumaier zu Envacom Volleys Sinsheim. 2009 gelang ihr mit dem Team der Aufstieg in die erste Liga. Ab 2012 spielte sie bei der TSG Heidelberg-Rohrbach.